# جانشینی هسته‌دوستی
واکنش جانشینی هسته‌دوستی یا واکنش جانشینی نوکلئوفیلی (به انگلیسی: Nucleophilic Substitution) یکی از گروه‌های واکنش‌ها در شیمی معدنی و آلی است که در آن نوکلئوفیل که دارای بار منفی است با گروه ترک‌کننده که بار منفی یا بار منفی جزئی دارد جایگزین می‌گردد.

## سازوکارها

### شیمی آلی
در شیمی آلی سه سازوکار (مکانیسم) با اهمیت برای این دسته از واکنش‌ها موجود است:

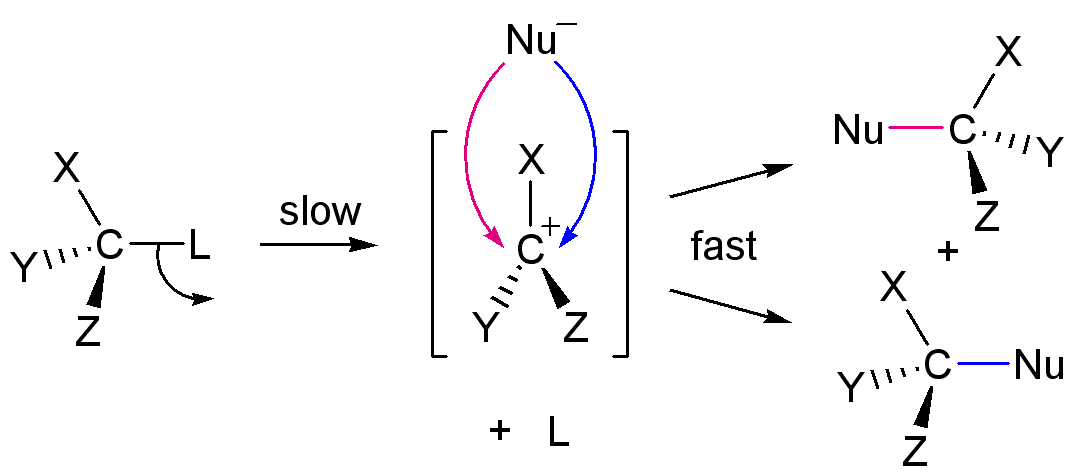
واکنش جانشینی هسته‌دوستی تک‌مولکولی

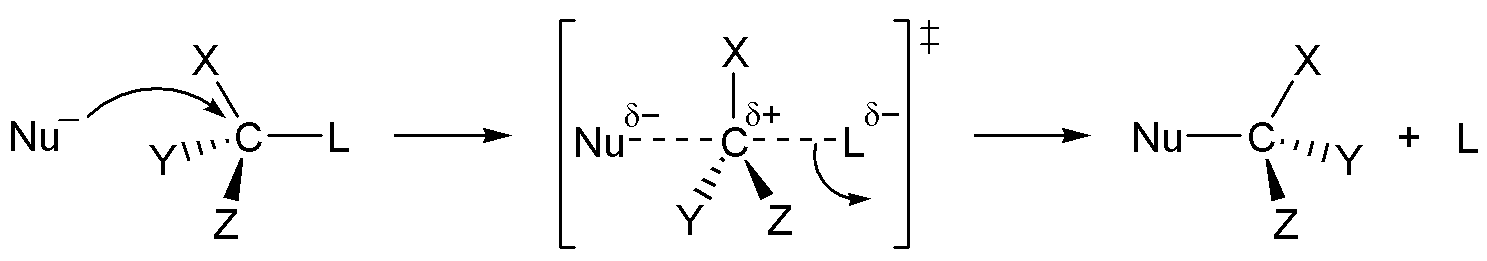
واکنش جانشینی هسته‌دوستی دومولکولی

- واکنش جانشینی هسته‌دوستی تک‌مولکولی که (اختصاری SN۱) خوانده می‌گردد.
- واکنش جانشینی هسته‌دوستی دومولکولی که (اختصاری SN۲) خوانده می‌گردد.
- واکنش جانشینی هسته‌دوستی آروماتیک که (اختصاری SN۲Ar) خوانده می‌گردد.

### شیمی معدنی
در شیمی معدنی یک سازوکار برای این دسته از واکنش‌ها موجود است:
- واکنش جانشینی هسته‌دوستی باز مزدوج که (اختصاری SN1CB) خوانده می‌گردد.

### شیمی آلی فلزی
در شیمی آلی فلزی یک سازوکار برای این دسته از واکنش‌ها موجود است:
- واکنش انتزاع نوکلئوفیلی